# Ситнік Олександр Сергійович
Олександр Сергійович Ситнік (нар. 7 червня 1984, Новомосковськ, Дніпропетровська область) — український футболіст, нападник.

## Біографія
Олександр Ситнік народився у Новомосковську у 1984 році, де з юності займався футболом у місцевій ДЮФШ. В 13-річному віці в матчі проти молодіжної команди донецького «Шахтаря» він звернув на себе увагу забивши суперникам 2 голи. Так у 1997 році Олександр перейшов у футбольну школу донецького Шахтаря пройшовши всі етапи аж до Шахтаря-2.
У 2004 році перейшов в команду новачка Першої ліги «Сталь» (Дніпродзержинськ), де одразу ж став гравцем основи. Перші роки займав позицію правого захисника. Але через нестачу нападників 2006 року зайняв позицію форварда. Забивши в сезоні 2006/07 14 голів, звернув на себе увагу селекціонерів «Донецького Металурга», куди і перейшов 2007 року.
У Вищій лізі дебютував 25 липня 2007 року в матчі проти «Чорноморця». Перше коло сезону 2007/08 провів гравцем основи, але після приходу в команду нового тренера Миколи Костова став рідше виходити на поле.
2009 року з'явилася інформації про перехід в луганську «Зорю», але в підсумку Олександр опинився в «Закарпатті».
2012 року перейшов в команду Казахстанської Прем'єр-Ліги «Кайсар» (Кизилорда). Свій перший гол у складі нового клубу забив у другому турі у ворота віце-чемпіона «Жетису».
На початку 2013 році перейшов в донецький «Олімпік». З цією командою у сезоні 2013/14 вийшов в українську Прем'єр-лігу. Після завершення дебютного сезону у вищому дивізіоні клуб не став продовжувати контракт з футболістом.
В серпні 2015 року на правах вільного агента перейшов в азербайджанський «Кяпаз», за який грав до кінця грудня того ж року.
Наприкінці березня 2016 року став гравцем «Гірника» (Кривий Ріг).

## Досягнення
- За підсумками сезону 2006–2007 увійшов до символічної збірної сезону за версією видання «Спорт-Експрес в Україні»
- Півфіналіст Кубка України (2008)